# NGC 324
NGC 324 este o galaxie lenticulară, posibil spirală, situată în constelația Phoenix. A fost descoperită în 23 octombrie 1835 de către John Herschel.